# شيري هيوسون
شيري هيوسون (بالإنجليزية: Sherrie Hewson)‏‏ (17 سبتمبر 1950 - )؛ ممثلة، وروائية من المملكة المتحدة.

## الجوائز
- جائزة لورنس أوليفيه

## روابط خارجية
- شيري هيوسون على موقع IMDb (الإنجليزية)
- شيري هيوسون على موقع ميوزك برينز (الإنجليزية)
- شيري هيوسون على موقع قاعدة بيانات الفيلم (الإنجليزية)